# حاجي أباد (نرغسان)
حاجي أباد (بالإنجليزية: Hajjiabad, Nargesan)‏ هي منطقة سكنية تقع في إيران في كرمان. يقدر عدد سكانها بـ 375 نسمة .